# Quercus sumatrana
Quercus sumatrana és una espècie de roure que pertany a la família de les fagàcies i està dins del subgènere Cyclobalanopsis, del gènere Quercus.

## Descripció
És un gran arbre perennifoli que pot assolir fins als 56 m d'altura. El tronc pot assolir fins als 160 cm de diàmetre. Les estípules d'uns 7 mm de llarg. L'escorça té un color gris i els brots anuals són glabrescents. Les fulles fan 12-20 cm de llarg i 3-7 cm d'ample; cartàcies; oblonga; totalitat o de forma remota ondulades i dentades prop de l'àpex agut, amb pèls simples a sota de la fulla amb 8-13 parells de venes. El pecíol és prim, 1-2 cm de llarg. Les flors probablement d'uns 3 mm de diàmetre, de color verd groc i disposades en penjolls. Les glans fan uns 32 mm de diàmetre, de color verdós de mitja canya, amb cicatriu deprimida tant l'àpex i basal. La cúpula en forma de platet amb un gruix gran, que cobreix només la base de la gla.

## Distribució
Quercus sumatrana és nadiu a les illes de Sumatra i Borneo a Indonèsia i Malàisia. A Borneo, n'hi ha presència a Sarawak, Sabah i Kalimantan Oriental, als boscos de dipterocarpàcies mixtos fins als 1400 m d'altitud.

## Taxonomia
Quercus sumatrana va ser descrita per Engkik Soepadmo i publicat a The Gardens' Bulletin Singapore 21: 387. 1966).
Etimologia
Quercus: nom genèric del llatí que designava igualment al roure i a l'alzina.
sumatrana: epítet que fa referència a l'illa de Sumatra.